# Salomon de Bray
Pour les articles homonymes, voir Bray.
Salomon de Bray (Amsterdam, 1597 - Haarlem, 11 mai 1664) est un architecte et peintre néerlandais.

## Biographie

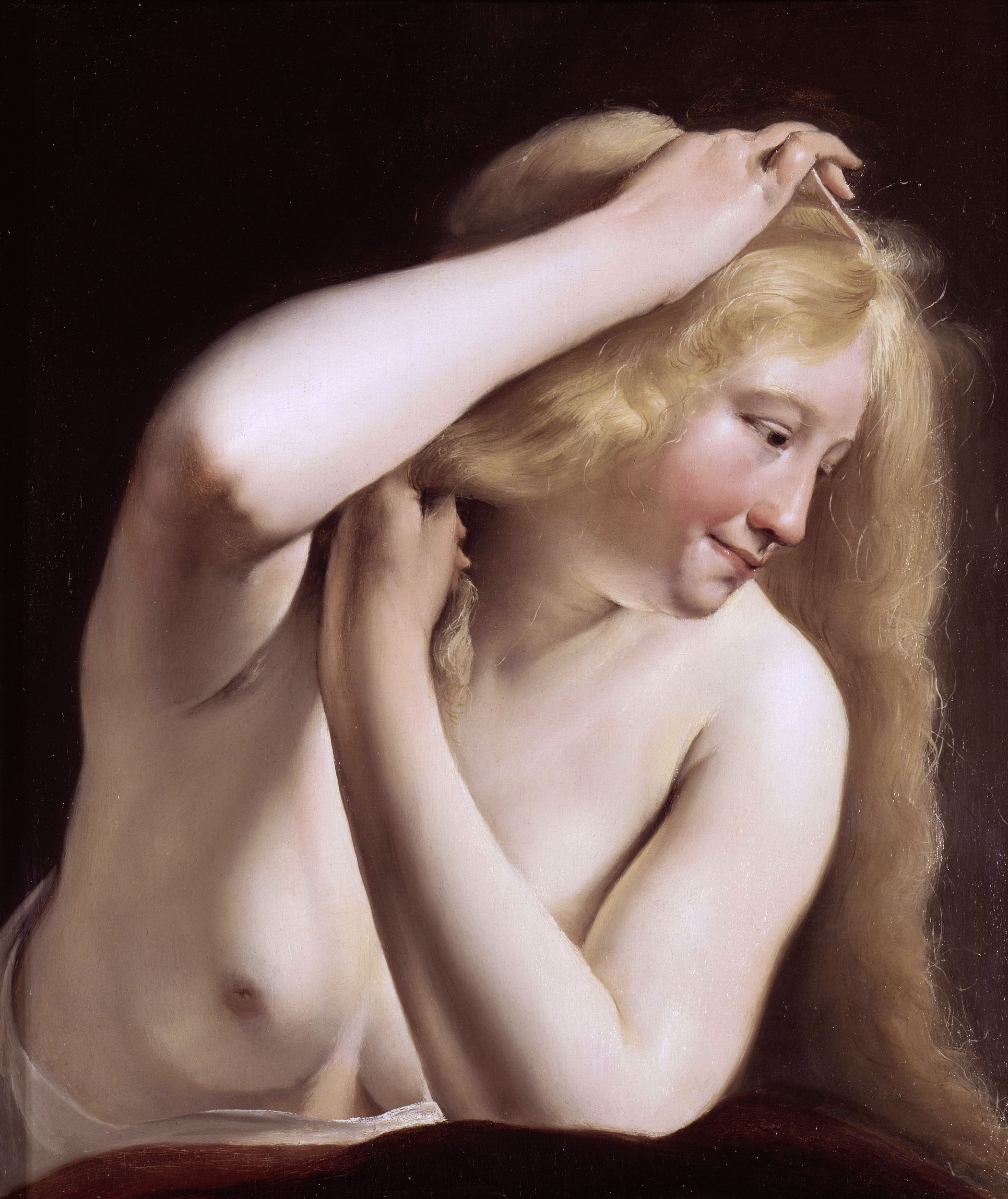
Jeune femme, par Salomon de Bray.

Salomon fils de Simon de Bray s'installe à Haarlem en 1617, où il aurait été l'élève de Hendrik Goltzius et de Cornelis van Haarlem. Il s'y marie en 1625. Il peint des tableaux historiques, des portraits et des paysages. En tant que catholique, il a probablement réalisé des tableaux pour des autels domestiques et des églises clandestines. Il a aussi œuvré à la décoration de la Huis ten Bosch à La Haye.  Ses travaux sont dans l'esprit du classicisme flamand et sont comparables à ceux de Pieter De Grebber.
Salomon de Bray fut aussi un poète, un architecte et un planificateur urbain. Comme architecte, il intervint dans la construction ou l'agrandissement de l'hôtel de ville de Haarlem, ainsi qu'à la Zijlpoort et l'église Sainte-Anne. Un de ses poèmes a été mis en musique par son ami le compositeur Cornelis Thymanszoon Padbrué.
Salomon de Bray fut le père de dix enfants, dont trois devinrent des artistes (notamment Jan de Bray). Il est sans doute mort de la peste et a été enterré à la Sint-Bavokerk.
Dans un portrait collectif de Frans Hals, Portrait de la famille Van Campen dans un paysage (musée d'art de Toledo), il a rajouté en 1628 une petite fille et a signé cet ajout sur la semelle de la chaussure de ce personnage.